# Striononyma
Striononyma es un género de escarabajos longicornios de la tribu Acanthocinini.

## Especies
- Striononyma flavovariegata Breuning, 1960
- Striononyma unicolor  Breuning, 1961